# Campiglossa trochlina
Campiglossa trochlina är en tvåvingeart som beskrevs av Wang 1990. Campiglossa trochlina ingår i släktet Campiglossa och familjen borrflugor. Inga underarter finns listade.